# China Electronics Technology Group Corporation
Die China Electronics Technology Group Corporation (chinesisch 中國電子科技集團有限公司 / 中国电子科技集团有限公司, kurz 中国电科 bzw. CETC) ist ein großer, staatlicher chinesischer Konzern mit Schwerpunkt Nachrichtentechnik und Datenverarbeitung, sowohl für zivile als auch für militärische Anwendungen. Das in seiner heutigen Form am 1. März 2002 gegründete Unternehmen hat seinen Hauptsitz im Pekinger Stadtbezirk Haidian.

## Geschichte
Die China Electronics Technology Group wurde Anfang 2002 aus 46 dem damaligen Ministerium für Informationsindustrie unterstehenden, mit Elektronik befassten Forschungsinstituten, wie zum Beispiel der 1984 von Jiang Zemin, dem damaligen Minister für Elektronikindustrie, gegründeten Chinesischen Akademie für Elektronik (中国电子科学研究院),
sowie 26 staatlichen Hochtechnologiefirmen gebildet, dazu noch dem 54. Forschungsinstitut der damaligen Abteilung für elektronische Kampfführung des Generalstabs.
Der Eintrag ins Handelsregister erfolgte am 25. Februar 2002, als offizieller Gründungstag gilt der 1. März 2002. Am 30. September 2003 wurde die bisherige Kapitalgesellschaft im Staatsbesitz in ein Zentral Verwaltetes Unternehmen umgewandelt und der neugegründeten Kommission zur Kontrolle und Verwaltung von Staatsvermögen unterstellt, einem Organ des Staatsrats der Volksrepublik China. Im Februar 2015 beschlossen das Zentralkomitee der Kommunistischen Partei Chinas und der Staatsrat, bei der Firma einen Verwaltungsrat einzurichten.
Am 29. Dezember 2017 wurde die Firma in eine GmbH im Staatsbesitz mit einem Stammkapital von 20 Milliarden Yuan umgewandelt und führt seither die Bezeichnung „Limited“ bzw. 有限 im Namen.

## Struktur
Neben den mehrheitlich nach 2010 gegründeten Tochtergesellschaften (siehe unten) besteht die Electronics Technology Group aus historischen Gründen aus zahlreichen, über das ganze Land verteilten und voneinander unabhängigen Forschungsinstituten. Während manche Forschungsinstitute im Laufe der Jahre einer bestimmten Tochtergesellschaft unterstellt wurden, wie zum Beispiel die Institute 7, 34, 39, 50 und 54 im September 2017 der CENC, wird die Arbeit von 25 der heute noch 45 Institute von der Akademie für Elektronik koordiniert. Hierbei handelt es sich tatsächlich nur um Koordinierung; die Akademie ist den Instituten gegenüber nicht weisungsbefugt.
Stand 2020 gab es folgende Forschungsinstitute (die laufenden Nummern stammen noch aus der Zeit des Ministeriums für Informationsindustrie):
| Institut               | chinesische Bezeichnung                   | Arbeitsgebiet                            | Ort, Provinz         | gegründet | zuständige Tochterfirma |
| ---------------------- | ----------------------------------------- | ---------------------------------------- | -------------------- | --------- | ----------------------- |
| 2. Forschungsinstitut  | 西北电子装备技术研究所 (第二研究所)       | Elektrotechnik                           | Taiyuan, Shanxi      | 1962      | CETC Elektrogeräte      |
| 3. Forschungsinstitut  | 电视电声研究所 (第三研究所)               | Elektronische Kameras, Sonar             | Peking               | 1960      |                         |
| 7. Forschungsinstitut  | 广州通信研究所 (第七研究所)               | Mobilfunk                                | Guangzhou, Guangdong | 1959      | CENC                    |
| 8. Forschungsinstitut  | 安徽光纤光缆传输技术研究所 (第八研究所)   | Lichtwellenleiter                        | Huainan, Anhui       | 1970      |                         |
| 9. Forschungsinstitut  | 西南应用磁学研究所 (第九研究所)           | magnetische Materialien                  | Mianyang, Sichuan    | 1967      | CETC Optoakustik        |
| 10. Forschungsinstitut | 西南电子技术研究所 (第十研究所)           | Elektrogeräte, Datenverarbeitung         | Chengdu, Sichuan     | 1955      |                         |
| 11. Forschungsinstitut | 华北光电技术研究所 (第十一研究所)         | Laser, Infrarottechnologie               | Peking               | 1956      |                         |
| 12. Forschungsinstitut | 北京真空电子技术研究所 (第十二研究所)     | Wanderfeldröhren, Magnetrone             | Peking               | 1957      |                         |
| 13. Forschungsinstitut | 河北半导体研究所 (第十三研究所)           | Optoelektronik, Mikrosysteme             | Shijiazhuang, Hebei  | 1956      |                         |
| 14. Forschungsinstitut | 南京电子技术研究所 (第十四研究所)         | Radar                                    | Nanjing, Jiangsu     | 1946      | Guorui AG               |
| 15. Forschungsinstitut | 华北计算技术研究所 (第十五研究所)         | Kommandozentralen, TT&C-Systeme          | Peking               | 1958      |                         |
| 16. Forschungsinstitut | 合肥低温电子研究所 (第十六研究所)         | Supraleiter, Mikrowellentechnologie      | Hefei, Anhui         | 1966      |                         |
| 18. Forschungsinstitut | 天津电源研究所 (第十八研究所)             | Batterien                                | Tianjin              | 1958      |                         |
| 20. Forschungsinstitut | 西安导航技术研究所 (第二十研究所)         | Funk- und Satellitennavigation           | Xi’an, Shaanxi       | 1961      |                         |
| 21. Forschungsinstitut | 上海微电机研究所 (第二十一研究所)         | Mikroelektronik                          | Shanghai             | 1963      |                         |
| 22. Forschungsinstitut | 中国电波传播研究所 (第二十二研究所)       | Ausbreitung elektromagnetischer Wellen   | Xinxiang, Henan      | 1963      |                         |
| 23. Forschungsinstitut | 上海传输线研究所 (第二十三研究所)         | Lichtwellenleiter                        | Shanghai             | 1963      | Guorui AG               |
| 24. Forschungsinstitut | 四川固体电路研究所 (第二十四研究所)       | Integrierte Schaltkreise                 | Chongqing            | 1968      | CETC Optoakustik        |
| 26. Forschungsinstitut | 四川压电与声光技术研究所 (第二十六研究所) | Piezoelektrizität, Optoakustik           | Chongqing            | 1970      | CETC Optoakustik        |
| 27. Forschungsinstitut | 中原电子技术研究所 (第二十七研究所)       | Internet der Dinge, erneuerbare Energien | Zhengzhou, Henan     | 1965      |                         |
| 28. Forschungsinstitut | 南京电子工程研究所 (第二十八研究所)       | Kommandozentralen, Flugverkehrskontrolle | Nanjing, Jiangsu     | 1964      |                         |
| 29. Forschungsinstitut | 西南电子设备研究所 (第二十九研究所)       | Elektronische Kampfführung               | Chengdu, Sichuan     | 1965      |                         |
| 30. Forschungsinstitut | 西南通信研究所 (第三十研究所)             | Informationssicherheit, Kryptographie    | Chengdu, Sichuan     | 1965      | CETC Netzwerksicherheit |
| 32. Forschungsinstitut | 华东计算技术研究所 (第三十二研究所)       | Computer, Software                       | Shanghai             | 1958      |                         |
| 33. Forschungsinstitut | 太原磁记录技术研究所 (第三十三研究所)     | Abschirmung                              | Taiyuan, Shanxi      | 1958      | CETC Netzwerksicherheit |
| 34. Forschungsinstitut | 桂林激光通信研究所 (第三十四研究所)       | Laser, Lichtwellenleiter                 | Guilin, Guangxi      | 1971      | CENC                    |
| 36. Forschungsinstitut | 江南电子通信研究所 (第三十六研究所)       | Umweltschutz, intelligente Städte        | Jiaxing, Zhejiang    | 1978      | Maritime Elektronik     |
| 38. Forschungsinstitut | 华东电子工程研究所 (第三十八研究所)       | Radar                                    | Hefei, Anhui         | 1965      | Sun-Create AG           |
| 39. Forschungsinstitut | 西北电子设备研究所 (第三十九研究所)       | Antennen, TT&C-Systeme                   | Xi’an, Shaanxi       | 1968      | CENC                    |
| 40. Forschungsinstitut | 蚌埠接插件继电器研究所 (第四十研究所)     | Relais, Steckverbindungen                | Bengbu, Anhui        | 1984      |                         |
| 41. Forschungsinstitut | 华东电子测量仪器研究所 (第四十一研究所)   | Messgeräte                               | Qingdao, Shandong    | 1968      | CETC Messgeräte         |
| 43. Forschungsinstitut | 华东微电子技术研究所 (第四十三研究所)     | Dickschicht-Hybridtechnik                | Hefei, Anhui         | 1982      |                         |
| 44. Forschungsinstitut | 重庆光电技术研究所 (第四十四研究所)       | Optoelektronik                           | Chongqing            | 1969      | CETC Optoakustik        |
| 45. Forschungsinstitut | 北京半导体专用设备研究所 (第四十五研究所) | Feinmechanik, Automatisierung            | Peking               | 1958      | CETC Elektrogeräte      |
| 46. Forschungsinstitut | 天津电子材料研究所 (第四十六研究所)       | Halbleitermaterialien, Lichtwellenleiter | Tianjin              | 1958      |                         |
| 47. Forschungsinstitut | 东北微电子研究所 (第四十七研究所)         | Halbleiterbauelemente                    | Shenyang, Liaoning   | 1958      |                         |
| 48. Forschungsinstitut | 长沙半导体工艺设备研究所 (第四十八研究所) | Mikroelektronik, Solarzellen             | Changsha, Hunan      | 1964      | CETC Elektrogeräte      |
| 49. Forschungsinstitut | 东北传感技术研究所 (第四十九研究所)       | Sensoren, Telemetrie                     | Harbin, Heilongjiang | 1958      |                         |
| 50. Forschungsinstitut | 上海微波技术研究所 (第五十研究所)         | Mikrowellen                              | Shanghai             | 1977      | CENC                    |
| 51. Forschungsinstitut | 上海微波设备研究所 (第五十一研究所)       | Nachrichtentechnik                       | Shanghai             | 1978      |                         |
| 52. Forschungsinstitut | 杭州计算机外部设备研究所 (第五十二研究所) | Informationstechnik                      | Hangzhou, Zhejiang   | 1962      | Cethik Group            |
| 53. Forschungsinstitut | 中国电科光电研究院 (第五十三研究所)       | Optoelektronik                           | Tianjin              | 1980      |                         |
| 54. Forschungsinstitut | 石家庄通信测控技术研究所 (第五十四研究所) | Antennen, TT&C-Systeme                   | Shijiazhuang, Hebei  | 1952      | CENC                    |
| 55. Forschungsinstitut | 南京电子器件研究所 (第五十五研究所)       | Galliumarsenid-System-on-a-Chip          | Nanjing, Jiangsu     | 1958      |                         |
| 58. Forschungsinstitut | 无锡微电子科研中心 (第五十八研究所)       | Super Large Scale Integration            | Wuxi, Jiangsu        | 1986      |                         |

## Geschäftsfelder
Die China Electronics Technology Group hat ein sehr breites Produktspektrum. Hier die vier Kernbereiche:
- Öffentliche Sicherheit und Netzwerksicherheit (Gesichtserkennung,[8] Firewalls, Virtual Private Networks etc.)[9]
- Software und Internetdienste (Governance, Risk & Compliance, NeoShine-Office-Anwendungen, auch für Mongolisch, Arabisch und Tibetisch,[10] Cloud Computing etc.)[11]
- Integrierte Schaltkreise und Bauteile (Mikrokontroller, digitale Signalprozessoren, Quarzoszillatoren etc.)[12]
- Erneuerbare Energien (Lithiumbatterien, intelligente Stromnetze, LED-Leuchtmittel etc.)[13]

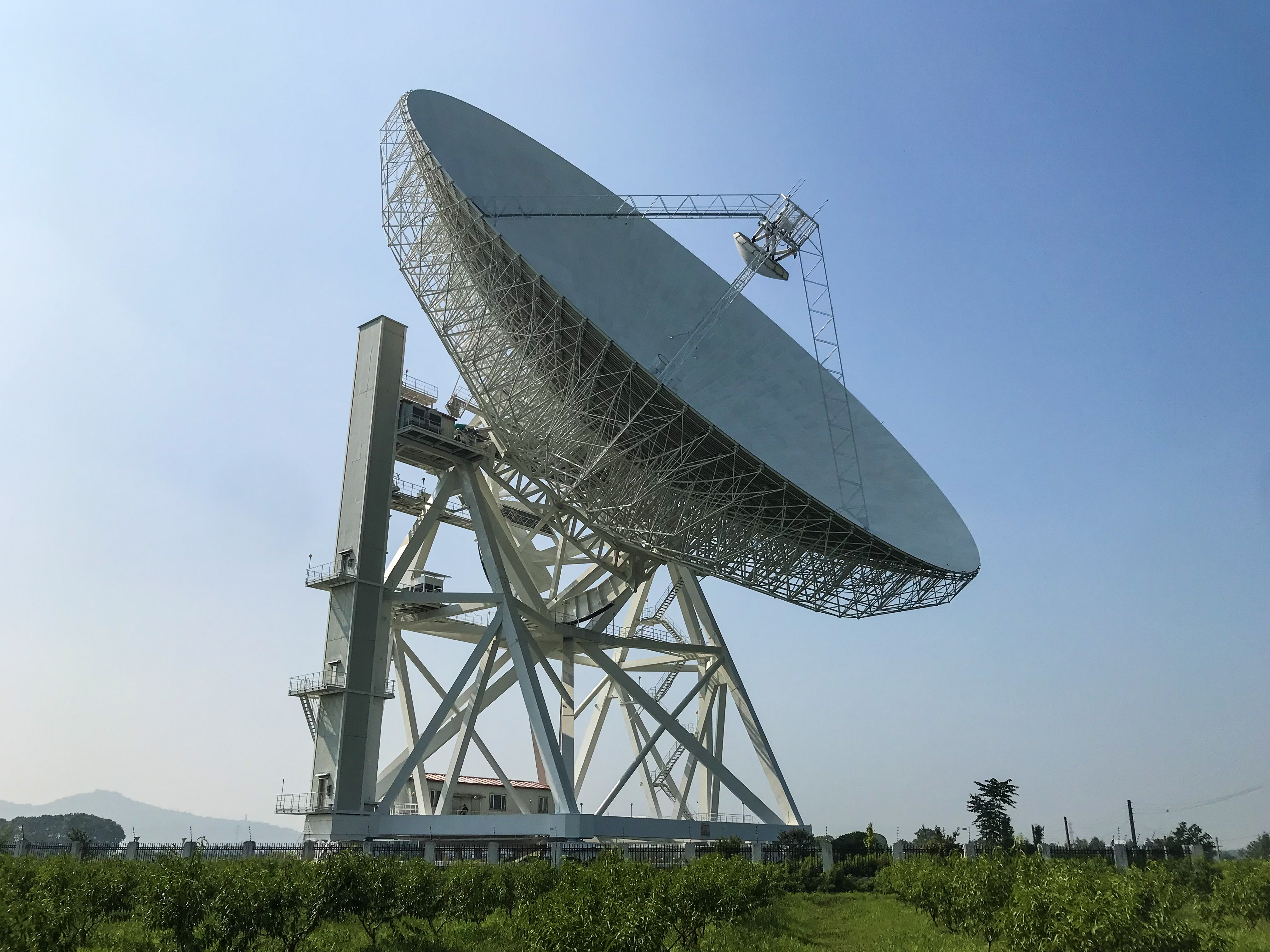
Tianma-Radioteleskop

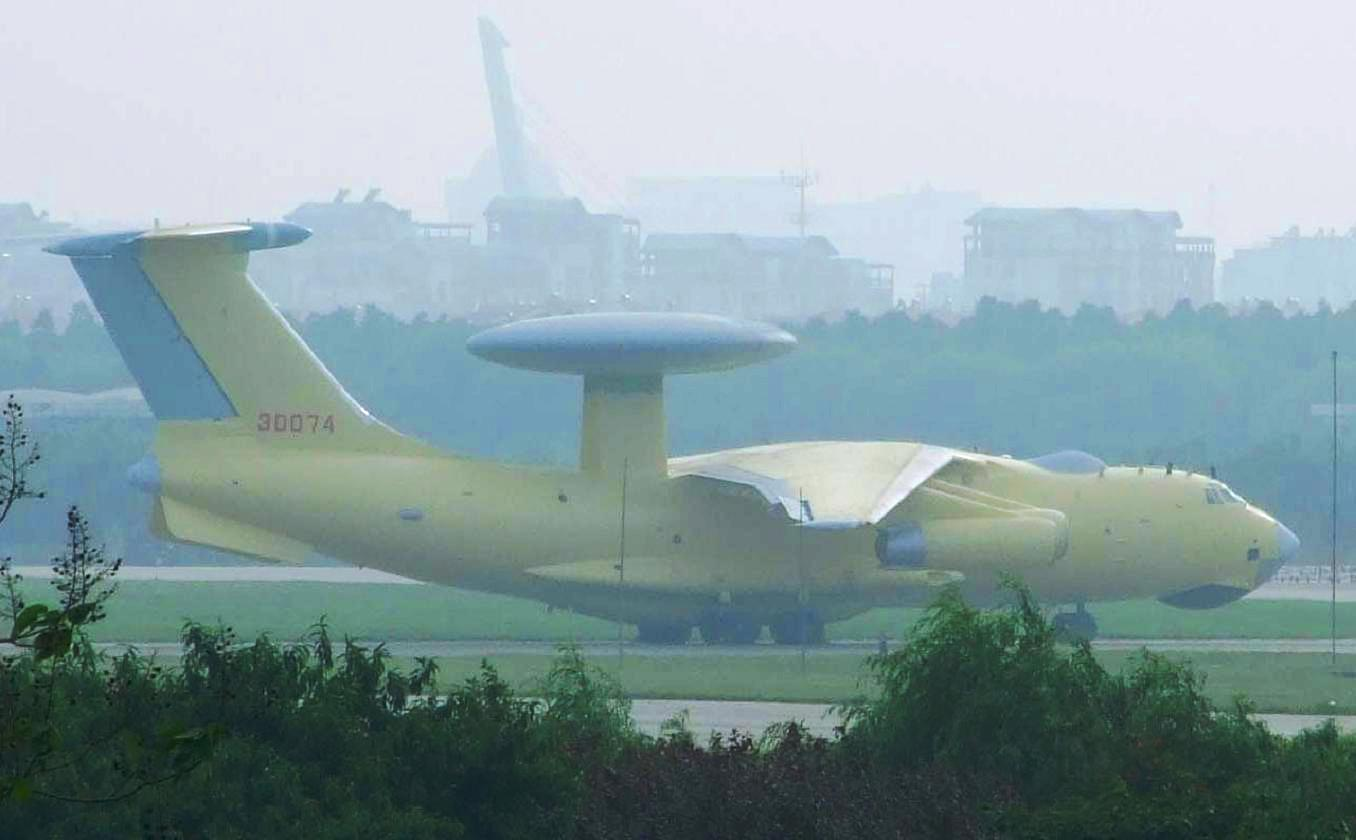
KongJing-2000

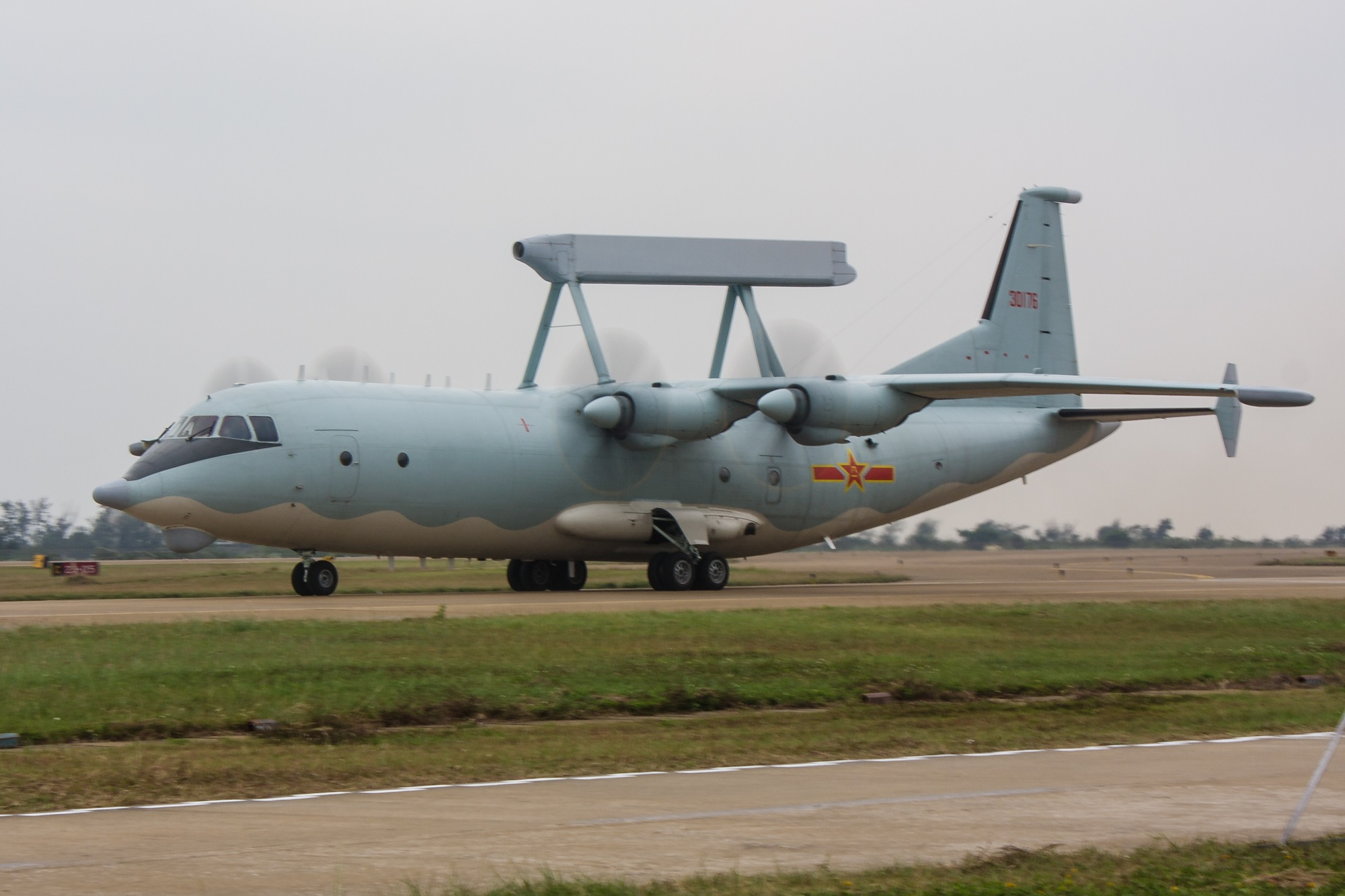
KongJing-200

Neben in Serienfertigung hergestellten Produkten liefert CETC aber auch Einzelstücke. So baute zum Beispiel das 54. Forschungsinstitut in den Jahren 2010–2012 für das Astronomische Observatorium Shanghai das Tianma-Radioteleskop mit 65 m Durchmesser. Das 39. Forschungsinstitut baute 2005/2006 das 40-m-Radioteleskop Kunming und 2018–2020 die 70-m-Antenne in Daliang bei Tianjin, mit dem die Nationalen Astronomischen Observatorien der Chinesischen Akademie der Wissenschaften die Nutzlastsignale der Marssonde Tianwen-1 empfangen.
Das 39. Forschungsinstitut verfügt aber nicht nur über Erfahrung im Bau von großen Parabolantennen, sondern auch mit Phased-Array-Antennen wie sie zum Beispiel bei Radaranlagen und zur drahtlosen Energieübertragung verwendet werden. Daher entsandte es 2018, als an der Fakultät für Mechatronik der Universität für Elektrotechnik und Elektronik Xi’an das Schwerpunktlabor der Provinz Shaanxi für die Systeme des weltraumgestützten Sonnenkraftwerks unter der Leitung von Duan Baoyan und Wu Weiren gegründet wurde, Personal an diese Einrichtung, um das auf mehrere Jahrzehnte angelegte Großprojekt zu unterstützen und von Anfang an mitzugestalten.
Die China Electronics Technology Group war auch maßgeblich am Aufbau des Beidou-Satellitennavigationssystems beteiligt. Die Firma entwickelte die Systeme für Bahnverfolgung und Telemetrie der Satelliten sowie für den Kurznachrichtendienst des Systems, einschließlich der Bodenstationen mit den dazugehörigen Radaranlagen und Parabolantennen sowie der entsprechenden Systeme auf den Bahnverfolgungsschiffen und den Tianlian-Relaissatelliten.
Auch bei den Rückkehrmissionen des Mondprogramms sowie beim bemannten Raumfahrtprogramm der Volksrepublik China ist CETC für Telemetrie, Bahnverfolgung, Steuerung und Kommunikation verantwortlich, außerdem baut die Firma die Solarmodule für die Sonden und Raumschiffe.
Im Raumfahrtkontrollzentrum Peking wechselte CETC anlässlich des Erstflugs der schweren Trägerrakete Langer Marsch 5 am 3. November 2016 das alte Microsoft Windows gegen das chinesische Kylin-Betriebssystem aus.
Bei den Raketen vom Typ Langer Marsch 5B ist die Firma für die Bordcomputer, die Sensoren und die Zeitgeber zuständig. Wegen der hohen Bedeutung von CETC für die chinesische Raumfahrt ist der Vorstandsvorsitzende der Firma qua Amt stellvertretender Kommandant des bemannten Raumfahrtprogramms.
Aber auch auf dem militärischen Sektor ist CETC aktiv. So entwickelte zum Beispiel das 14. Forschungsinstitut ab dem Jahr 2000 (also noch vor der Integrierung in die Firma) das Radarsystem für das 2005 in Dienst gestellte, vierstrahlige Frühwarnflugzeug KongJing-2000.
Im Juli 2002, kurz nach der Gründung der CETC, begann das 38. Forschungsinstitut mit der Entwicklung eines zweidimensionalen Aktiven Phased-Array-Radars (AESA) für das Frühwarnflugzeug KongJing-200, das wie ein Schwebebalken auf den Rücken einer propellergetriebenen Shaanxi Y-8 montiert wurde. Ab den späten 2000er Jahren arbeitete das 38. Forschungsinstitut dann an dem Radarsystem des am 3. September 2015 bei einer Militärparade anlässlich des 70. Jahrestags des Siegs über Japan erstmals vorgestellten, ebenfalls propellergetriebenen Frühwarnflugzeugs KongJing-500, das in einem wie bei der KongJing-2000 auf dem Rücken einer Shaanxi Y-9 montierten, runden Radom drei aktive Phased-Array-Antennen besitzt, ähnlich wie bei der Krähennest-Antenne des Fraunhofer-Instituts für Hochfrequenzphysik und Radartechnik. Mit diesen leichten Antennen besitzt das Flugzeug ein 360° umfassendes Sichtfeld.
Von beiden Frühwarnflugzeugen gibt es auch Marine-Versionen, die KongJing-200H und die KongJing-500H, wobei das „H“ für 海军 (Pinyin Hǎijūn), also „Marine“ steht.
Für den Export entwickelte das 14. Forschungsinstitut ein Aktives Phased-Array-Radar für das „Seidenstraßenauge“ (丝路眼), das Anfang November 2018 auf der Internationalen Luft- und Raumfahrtausstellung in Zhuhai erstmals vorgestellt wurde. Hierbei handelt es sich um eine Weiterentwicklung des dem KongJing-500 ähnlichen, für Pakistan entwickelten Frühwarnflugzeugs ZDK-03, dort „Karakoram Eagle“ genannt.
Im Oktober 2021 hatte die China Electronics Technology Group Corporation 202.561 Mitarbeiterinnen und Mitarbeiter.
Vorstandsvorsitzender des Konzerns ist seit dem 11. Mai 2023 der Betriebswirt Wang Haibo (王海波, * 1969) aus Pingdu, Provinz Shandong, der nach seinem Studienabschluss an der Universität Peking von Juli 1991 bis September 2021 in verschiedenen Funktionen bei der China Aerospace Science and Technology Corporation tätig gewesen war, zuletzt als stellvertretender Generaldirektor.
Anschließend war er zwei Jahre lang Generaldirektor der State Development and Investment Corporation (国家开发投资集团有限公司).

## Rentabilität
Da die China Electronics Technology Group weniger in den Genuss von staatlichen Forschungsgeldern kommt als zum Beispiel der Raumfahrtkonzern China Aerospace Science and Technology Corporation, kann sie nur knapp 6 % ihres Umsatzes als Reingewinn verbuchen, während diese Quote im Falle der CASC bei etwa 8 % liegt. Da der Personalstand der CETC von 2020 auf 2021 von 179.390 auf 202.561 anstieg, konnte in diesem Zeitraum der Gewinn trotz einer Umsatzsteigerung von 61,6 % nur um 14,5 %, also knapp 4 % des Umsatzes, gesteigert werden. Hier eine Übersicht über Umsatz und Gewinn der CETC in den letzten Jahren:
| Jahr | Umsatz            | Gewinn           |
| ---- | ----------------- | ---------------- |
| 2021 | 554,57 Milliarden | 21,52 Milliarden |
| 2020 | 343,11 Milliarden | 18,80 Milliarden |
| 2019 | 329,48 Milliarden | 17,43 Milliarden |
| 2018 | 333,24 Milliarden | 17,55 Milliarden |
| 2017 | 301,76 Milliarden | 17,74 Milliarden |
| 2016 | 272,92 Milliarden | 16,12 Milliarden |
| 2015 | 264,10 Milliarden | 16,36 Milliarden |

## Akademien und Tochterunternehmen
Im Dezember 2023 hatte die China Electronics Technology Group Corporation folgende Tochtergesellschaften:
- Chinesische Akademie für Elektronik (中国电子科学研究院)[7]
- Akademie für Informatik (信息科学研究院)
- Akademie für maritime Informationstechnik (海洋信息技术研究院有限公司)[29]
- Akademie für maritime Elektronik GmbH (中电科（宁波）海洋电子研究院有限公司)[30]
- Akademie für integrierte Weltraum-Erde-Informationsnetzwerke, Anhui (天地信息网络研究院（安徽）有限公司)[31]
- CETC Netzwerk und Kommunikation GmbH (中电网络通信集团有限公司, CENC)[6]
- CETC Optoakustik GmbH, Chongqing (中电科技集团重庆声光电有限公司)[32]
- CETC Elektrogeräte GmbH (中电科电子装备集团有限公司)
- CETC Bowei Elektronik GmbH (中电博微电子科技有限公司)
- Cethik Group GmbH (中电海康集团有限公司)[33]
- CETC Netzwerksicherheit GmbH (中国电子科技网络信息安全有限公司)[34]
- CETC Messgeräte GmbH (中电科仪器仪表有限公司)[35]
- CETC Welthandel GmbH (中电科技国际贸易有限公司)[36]
- CETC Finanzdienstleistung GmbH (中国电子科技财务有限公司)[37]
- CETC Investment Holding GmbH (中电科投资控股有限公司)[38]
- China Far East International Trading Corporation (中国远东国际贸易总公司)[39]
- CETC Software Information Service GmbH (中电科软件信息服务有限公司)
- CETC Luftfahrtelektronik GmbH (中电科航空电子有限公司, CETCA)[40]

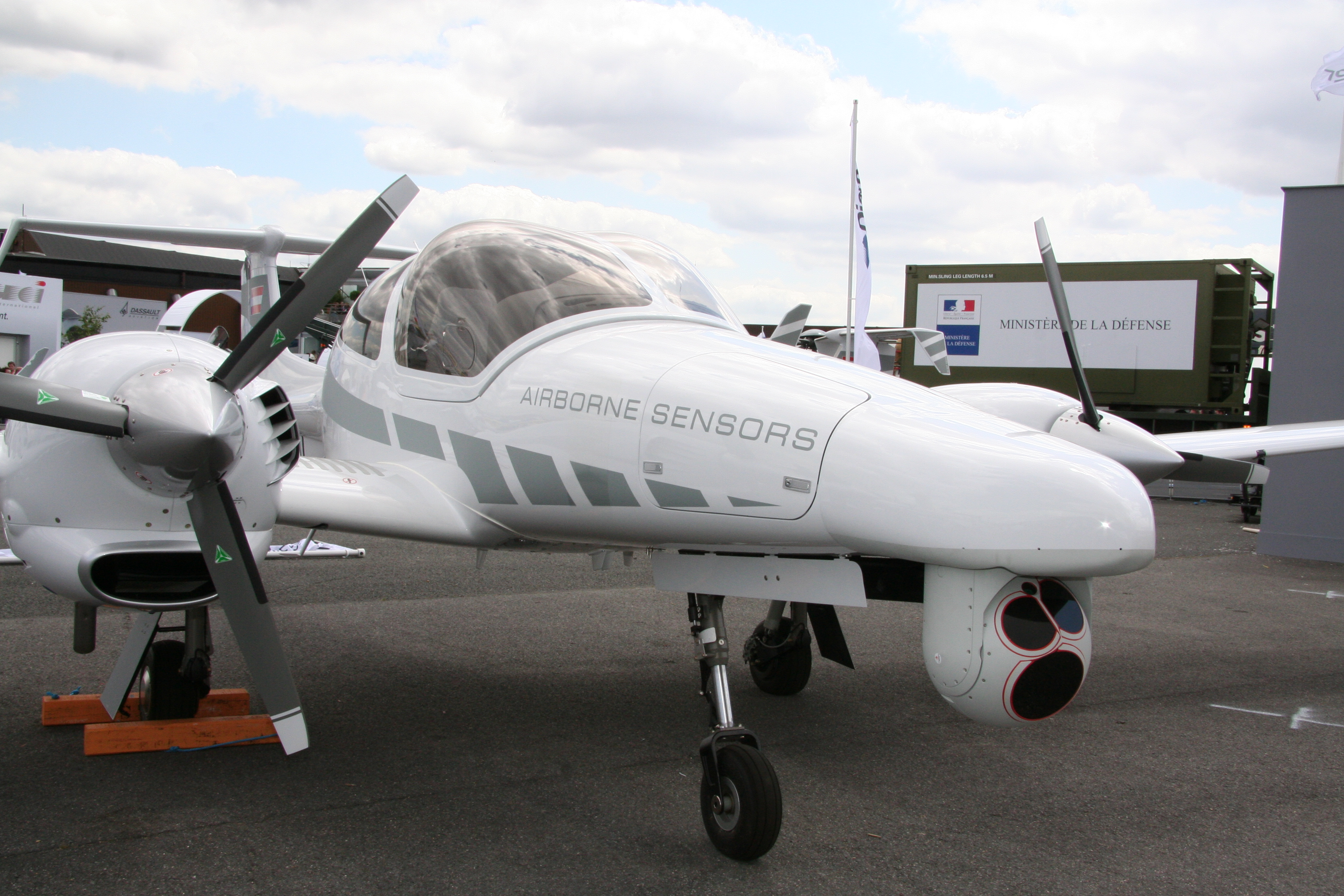
DA42 MPP Guardian

- CETC Wuhu Diamond Flugzeugbau GmbH (中电科芜湖钻石飞机制造有限公司)[41]
- CETC Bauprojekte GmbH (中电科工程建设有限公司)[42]
- CETC Immobilienbewirtschaftung GmbH (中电科资产经营有限公司)[43]
- Guorui Technologie AG (国睿科技股份有限公司)[44][45]
- Sun-Create Electronics AG (安徽四创电子股份有限公司)
- Jiesai Technologie AG (广州杰赛科技股份有限公司)[46]
- Zhongdian Taiji Gruppe (中电太极（集团）有限公司)[47]
- Taiji Computer AG (太极计算机股份有限公司)[48]
- Westone Information Industry AG, Chengdu (成都卫士通信息产业股份有限公司)[49]
- East China Computer AG, Shanghai (上海华东电脑股份有限公司)[50]
- Hikvision AG (杭州海康威视数字技术股份有限公司)[51]
- Phönix Optik AG (凤凰光学股份有限公司)[52]
- Spaceon Electronics AG (成都天奥电子股份有限公司)[53]
- CETC Energie AG (中电科能源股份有限公司)[54]
- China Key System & Integrated Circuit AG (中科芯集成电路股份有限公司)[55]